# Municipio de Palmyra (Indiana)
El municipio de Palmyra (en inglés: Palmyra Township) es un municipio ubicado en el condado de Knox en el estado estadounidense de Indiana. En el año 2010 tenía una población de 1466 habitantes y una densidad poblacional de 15,1 personas por km².

## Geografía
El municipio de Palmyra se encuentra ubicado en las coordenadas 38°41′6″N 87°23′53″O / 38.68500, -87.39806. Según la Oficina del Censo de los Estados Unidos, el municipio tiene una superficie total de 97.09 km², de la cual 97.06 km² corresponden a tierra firme y (0.03%) 0.03 km² es agua.

## Demografía
Según el censo de 2010, había 1466 personas residiendo en el municipio de Palmyra. La densidad de población era de 15,1 hab./km². De los 1466 habitantes, el municipio de Palmyra estaba compuesto por el 98.02% blancos, el 0.34% eran afroamericanos, el 0.07% eran amerindios, el 0.41% eran asiáticos, el 0.14% eran isleños del Pacífico, el 0.07% eran de otras razas y el 0.95% pertenecían a dos o más razas. Del total de la población el 0.2% eran hispanos o latinos de cualquier raza.